# Vůle (technika)
Vůle je technický pojem používaný zejména v mechanice: mechanická vůle, vůle mezi součástkami, viklání. Pak je to typicky prostorová mezera mezi styčnými plochami dvou součástí. Jde konstrukční vlastnost stroje či mechanismu.
Vůle větší než stanovené, vzniklé např. opotřebením, jsou potom vnímány jako vada a mohou vést ke zhoršení funkce až k nefunkčnosti zařízení.
Typy a příklady vůlí
- lícování - u rozebiratelných či pohyblivých strojních spojů se projevuje jako
  - viklání do stran u spoje, který má držet předmět v ose. Například teleskopický (skládací) dalekohled, který nedrží osu; kloub zavíracího nože, kdy je viklání čepele zdrojem nepřesného řezu.
  - zjistitelná (ne)přesnost měřicího přístroje z důvodu nevykompenzovaných a nejasných teplotních závislostí, vlivu okolního záření bez stínění, tedy rušení apod.; viz jeho třídu přesnosti TP.
- hystereze - ačkoli v záběru a za běhu se vůle projevovat nemusí, když se součásti dotýkají, vůle se běžně projevuje při změně směru a tzv. "průchodu nulou", například:
  - Kolíček mezi dvěma zádržemi doléhá na jednu ze dvou, ale ne na obě najednou. (ostrá oboustranná)
  - Ventil není úplně na vrcholu nádoby, ta je zavzdušněná a stlačitelný vzduch uvnitř prodlužuje odezvu proudu vody na stisk spouště. (měkká jednostranná)

Vůle je typickým projevem (ne)kvality výrobku. U levných věcí:
- se vůle objeví již krátce po začátku používání: nepřesnost už z výroby. A taková může pak být už trvalá, ba i stabilní.
- se vůle zvětšují s časem a opotřebením, prvotní nepřesnost se dále zhoršuje: Měkké materiály v čepu, stárnoucí elektrické součástky, které mění své vlastnosti. Taková zhoršující se vůle se může projevit i u původně přesné věci bez pozorovatelné vůle.